# Recifesius pernambucanus
Genre
Espèce
Recifesius pernambucanus, unique représentant du genre Recifesius, est une espèce d'opilions laniatores de la famille des Escadabiidae.

## Distribution
Cette espèce est endémique du Pernambouc au Brésil. Elle se rencontre vers Recife.

## Description
Le mâle holotype mesure 2,50 mm.

## Publication originale
- Soares, 1978 : « Opera Opiliologica Varia. XIV. (Opiliones, Phalangodidae). » Papeis Avulsos do Departamento de Zoologia, vol. 32, no 12, p. 141–144.